# أسبوع الزراعة
أسبوع الزراعة (بالإنجليزية: Agriculture Week)‏ هي صحيفة أسبوعية لأبحاث العلوم الزراعية والغذائية تقدم تقارير عن آخر التطورات في الزراعة وإنتاج الأغذية. مواضيعها الرئيسية هي الأعمال الزراعية، والمحاصيل، والثروة الحيوانية والاقتصاد الزراعي.
تقرأ هذه الصحيفة بصورة رئيسية في منطقة شمال داكوتا المحلية. يتم نشرها من قبل صحيفة فيرتيكال، مطبعة  NewsRx, LLC. وفي عام 1998، انتقل أسبوع الزراعة إلى السوق عبر الانترنت من خلال موقعهم الإلكتروني، والذي إلى جانب تغيير الصحيفة إلى مدونة تقدم حالة الطقس، وتنبؤات المحاصيل، وسياسة برامج الأخبار المعروفة باسم "Agweektv". الموقع مستضاف حاليا من قبل الشركة الإعلامية Forum Communications Company (اختصارها FCC). يتم مشاهدة البرنامج التلفزيوني والموقع الإلكتروني في جميع أنحاء أمريكا الشمالية، لكن في داكوتا، مينيسوتا، مونتانا، والدرع الكندي زادت فيها جميعها المشاهدات.